# Dolopo (plaats)
Dolopo is een bestuurslaag in het regentschap Madiun van de provincie Oost-Java, Indonesië. Dolopo telt 7628 inwoners (volkstelling 2010).